# Interlaken
Interlaken ist eine politische Gemeinde und Hauptort des Verwaltungskreises Interlaken-Oberhasli des Kantons Bern in der Schweiz.
Die Gemeinde bildet einen Verkehrsknoten am Nordrand der Berner Alpen und eine bedeutende Destination und Durchgangsstation für den Reiseverkehr. Sie ist das Zentrum der «Ferienregion Interlaken» und beherbergt selbst in den zahlreichen Hotels und andern Unterkünften jährlich rund 200'000 Gäste.

## Geographie

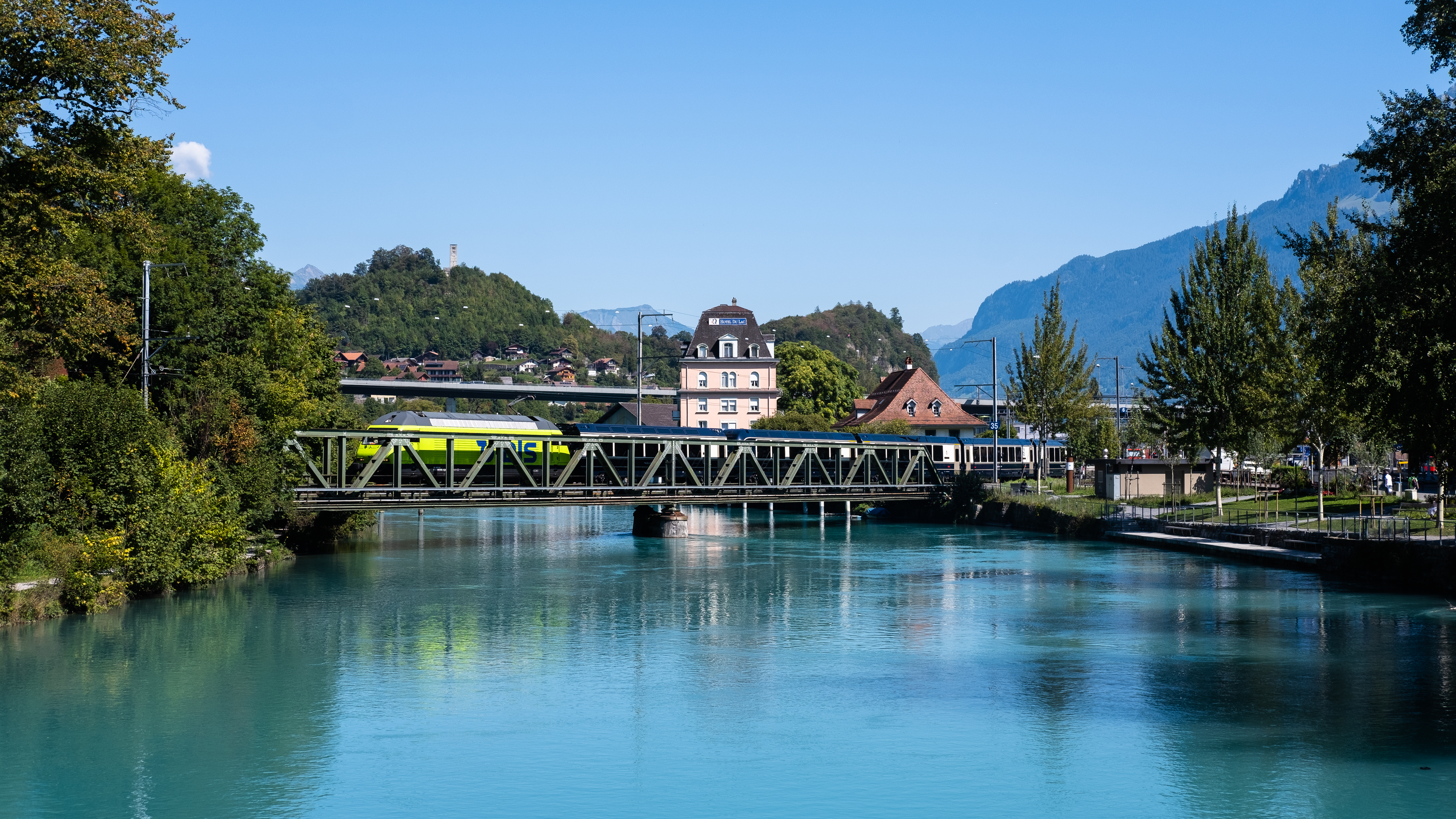
Die Aare in Interlaken

Interlaken liegt im Berner Oberland am Abschnitt der Aare zwischen dem Brienzersee und dem Thunersee. Die Lütschine von Süden und der Lombach von Norden haben mit ihrem Geschiebe das Tal zwischen den beiden Seen aufgefüllt und die weite Ebene an der Aare geschaffen, die «Bödeli» genannt wird. Darauf liegen die Ortschaften Interlaken, Matten, Bönigen und Unterseen. Die Flussstrecke zwischen den Seen ist fast sechs Kilometer lang. Im Mittelalter wurde das Flussbett der Lütschine gegen Osten verlegt, damit das Gewässer in den Brienzersee mündet und die Siedlung Interlaken nicht mehr mit ihrem Geschiebe und Hochwasser bedroht. Diese Baumassnahme gilt als die erste grosse Gewässerkorrektion im Gebiet der Schweiz. Neben der Aare verläuft vom Thunersee her der in den 1890er Jahren gebaute Schifffahrtskanal bis zur Anlegestelle beim Bahnhof Interlaken West. Oberhalb des Kanals befindet sich das 1894 errichtete Wasserkraftwerk Interlaken, das einen Teil des Höhenunterschieds von sechs Metern zwischen dem Brienzersee und dem Thunersee ausnützt.
Das Gemeindegebiet von Interlaken umfasst einen Teil der Ebene südlich der Aare, das Südufer am Schifffahrtskanal bis zum Thunersee sowie einen Streifen am nördlichen Berghang bis hinauf zum Wannichnubel (1585 m ü. M.). An diesem steilen Südhang befindet sich im «Wanniwald» das Naturschutzgebiet «Bleikiwald», das als wertvoller Halbtrockenrasen im Bundesinventar der Trockenwiesen und ‑weiden von nationaler Bedeutung aufgeführt ist. Auf dem Grat westlich dieses Berges liegt der mit einer Seilbahn erschlossene Aussichtspunkt Harder Kulm (im Gebiet von Unterseen). Die Heimwehfluh (660 m ü. M.) im Süden (auf dem Gebiet der Gemeinde Matten) ist mit einer Bahn und auf der Strasse zu erreichen. Die Gemeinden Interlaken, Unterseen, Matten, Wilderswil und Bönigen bilden zusammen eine Agglomeration mit etwa 20'000 Einwohnern.
Interlaken gehört historisch zur Kirchgemeinde Gsteig. Diese trägt heute den Namen «reformierte Kirchgemeinde Gsteig-Interlaken» und ist in drei Pfarrkreise aufgeteilt, wobei Interlaken zum Pfarrkreis Interlaken-Matten gehört.
Die Nachbargemeinden Interlakens sind Matten, Unterseen, Ringgenberg und Bönigen.
Die Gemeinde liegt verkehrsgünstig an den Verbindungen Bern–Grimselpass–Wallis, Bern–Sustenpass–Uri, Bern–Brünigpass–Stadt Luzern und Montreux–Interlaken–Brünig–Luzern. Von Interlaken aus zweigen die Täler von Lauterbrunnen und Grindelwald ab, wodurch Interlaken das Zentrum des östlichen Berner Oberlandes ist.
Bei Interlaken führen 22 Brücken und Stege über die Aare.

## Klima
Für die Normalperiode 1991–2020 beträgt die Jahresmitteltemperatur 9,3 °C, wobei im Januar mit 0,0 °C die kältesten und im Juli mit 18,6 °C die wärmsten Monatsmitteltemperaturen gemessen werden. Im Mittel sind hier rund 89 Frosttage und 17 Eistage zu erwarten. Sommertage gibt es im Jahresmittel rund 44, während im Schnitt 6 bis 7 Hitzetage zu verzeichnen sind. Die Messstation von MeteoSchweiz liegt auf einer Höhe von 577 m ü. M.
|                        | Jan  | Feb  | Mär  | Apr  | Mai  | Jun  | Jul  | Aug  | Sep  | Okt  | Nov | Dez  |   |       |
| Mittl. Temperatur (°C) | 0,0  | 1,0  | 5,2  | 9,2  | 13,3 | 16,9 | 18,6 | 18,1 | 14,1 | 9,6  | 4,2 | 0,8  | ⌀ | 9,3   |
| Mittl. Tagesmax. (°C)  | 3,2  | 5,4  | 10,5 | 14,7 | 18,7 | 22,4 | 24,3 | 23,7 | 19,2 | 14,1 | 7,8 | 3,7  | ⌀ | 14    |
| Mittl. Tagesmin. (°C)  | −2,8 | −2,5 | 0,9  | 4,1  | 8,3  | 12,1 | 13,8 | 13,6 | 10,0 | 6,0  | 1,2 | −1,8 | ⌀ | 5,3   |
|                        |      |      |      |      |      |      |      |      |      |      |     |      |   |       |
| Niederschlag (mm)      | 72   | 67   | 73   | 82   | 122  | 127  | 146  | 146  | 94   | 80   | 80  | 91   | Σ | 1180  |
|                        |      |      |      |      |      |      |      |      |      |      |     |      |   |       |
| Sonnenstunden (h/d)    | 2,2  | 2,9  | 4,2  | 5,5  | 5,9  | 6,7  | 7,2  | 6,4  | 5,1  | 3,3  | 2,3 | 1,8  | ⌀ | 4,5   |
|                        |      |      |      |      |      |      |      |      |      |      |     |      |   |       |
| Regentage (d)          | 9,1  | 8,5  | 9,9  | 10,1 | 12,5 | 13,2 | 12,8 | 12,8 | 9,5  | 9,3  | 9,6 | 10,0 | Σ | 127,3 |
|                        |      |      |      |      |      |      |      |      |      |      |     |      |   |       |
| Luftfeuchtigkeit (%)   | 83   | 78   | 72   | 69   | 72   | 73   | 73   | 77   | 80   | 83   | 84  | 85   | ⌀ | 77,4  |

| −2,8 |

| −2,5 |

| 0,9 |

| 4,1 |

| 8,3 |

| 12,1 |

| 13,8 |

| 13,6 |

| 10,0 |

| 6,0 |

| 1,2 |

| −1,8 |

| −2,8 |

| −2,5 |

| 0,9 |

| 4,1 |

| 8,3 |

| 12,1 |

| 13,8 |

| 13,6 |

| 10,0 |

| 6,0 |

| 1,2 |

| −1,8 |

## Geschichte

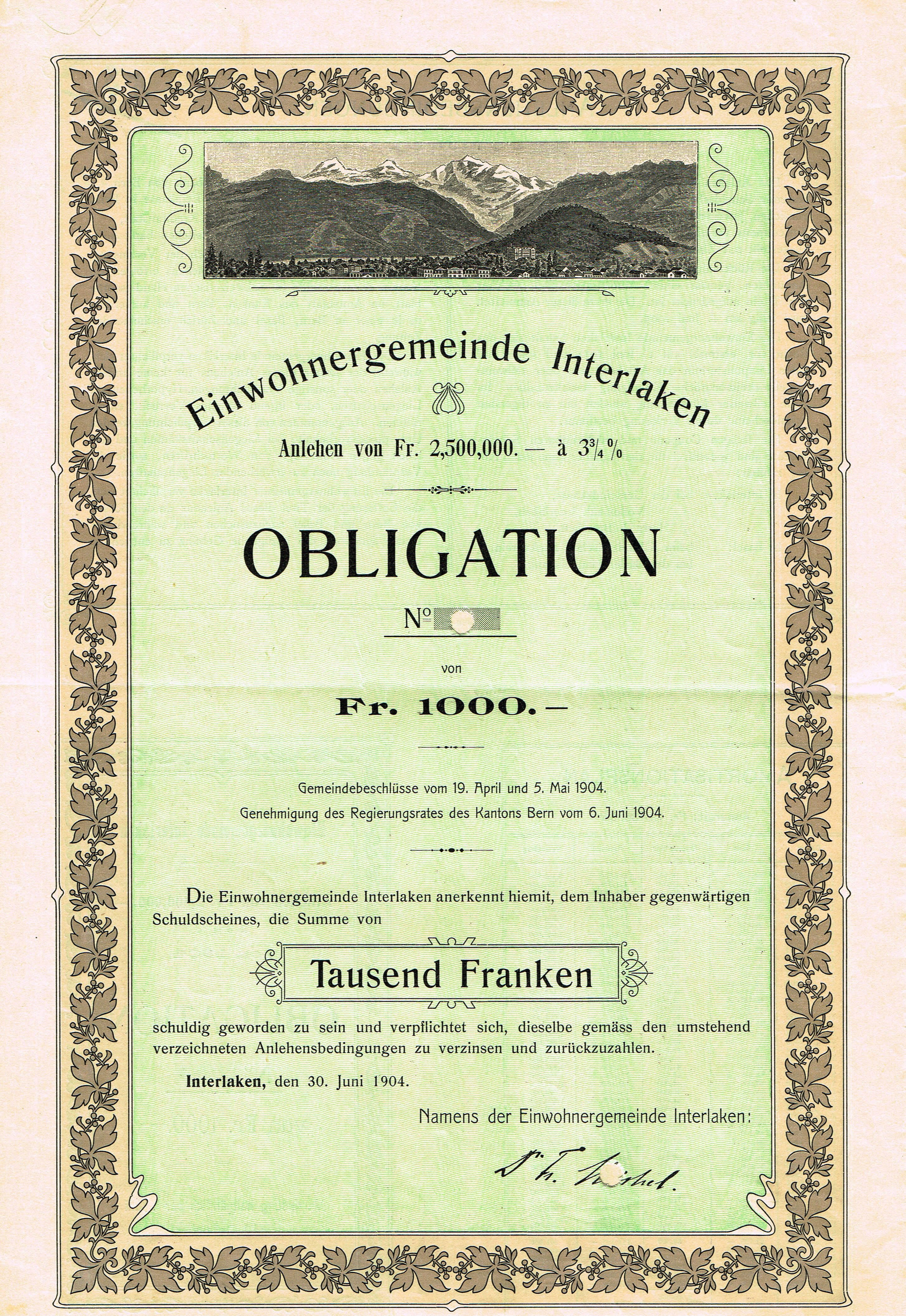
Obligation von Interlaken

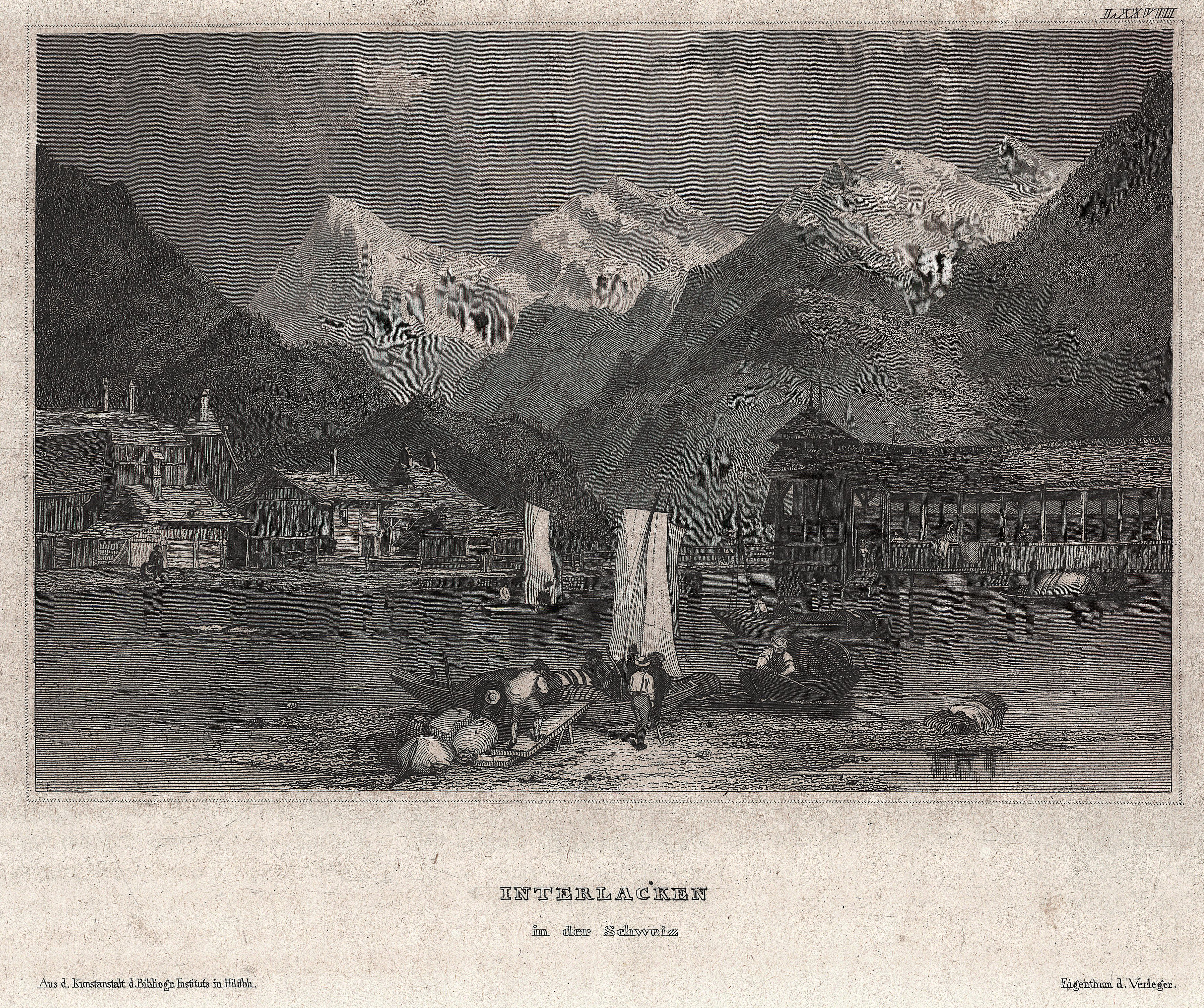
Blick auf Interlaken, ca. 1835

Aarmühle und Interlachen auf der Dufourkarte, 1864

Luftbild aus 400 m von Walter Mittelholzer (1925)

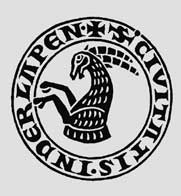
Siegel der Bürgerschaft Interlakens, der «Civitatis Inderlapen»

### Name
Das heutige Interlaken löste sich 1837 von der Gemeinde Matten ab und wurde zur selbständigen Gemeinde. Diese hiess zwischen 1837 und 1891 Aarmühle, der Name stammt von einer früheren Klostermühle an der Aare. 1891 erhielt Interlaken dann den heutigen Namen.
Interlaken liegt auf dem Schwemmland des «Bödeli» zwischen dem Thunersee und dem Brienzersee. Der Name ist abgeleitet von lateinisch «inter lacūs» (zwischen den Seen). Im Siegel der Bürgerschaft des Nachbarortes Unterseen, das seit 1280 in Gebrauch ist, lautet die Umschrift: «S[igillum] Civitatis Inderlapen» (= «Siegel der Gemeinde Inderlapen»).

### Entwicklung
Im späten Mittelalter, als die Stadt Bern über die Herrschaftsbereiche des Klosters Interlaken, der Herrschaft Unspunnen mit der Burg Unspunnen und des Städtchens Unterseen zu bestimmen begann, bezeichnete «Interlaken» das Gebiet vor dem Stadttor Unterseens.
Um 1130 liess Freiherr Seliger von Oberhofen auf einem «Matten» genannten Ort zwischen Thunersee und Brienzersee ein Bethaus aus Holz errichten, aus dem das Kloster Interlaken hervorging. Der Konvent gehörte zum Augustinerorden. Etwa 30 Mönche und Laienmönche lebten in Interlaken nach der Augustinusregel. 1133 kam das Kloster unter die Schirmherrschaft von Kaiser Lothar III. An der Aare stand die wohl vom Kloster eingerichtete «Aarmühle». 1224 nahm die Stadt Bern das Kloster unter ihren Schutz. Das Frauenkloster, das neben dem Männerkonvent bestand, wurde 1484 geschlossen.
Nach der Reformation fiel das Gebiet von Interlaken 1528 nach der Aufhebung des Klosters an Bern. Der bernische Landvogt der Region Interlaken residierte in den ehemaligen Klostergebäuden.
1798 wurde Interlaken Sitz des gleichnamigen Distrikts im Kanton Oberland, der jedoch schon 1803 wieder im Kanton Bern aufging. Seit 1831 war Interlaken Hauptort des Amtsbezirks Interlaken. Dieser ging 2010 im Verwaltungskreis Interlaken-Oberhasli auf.

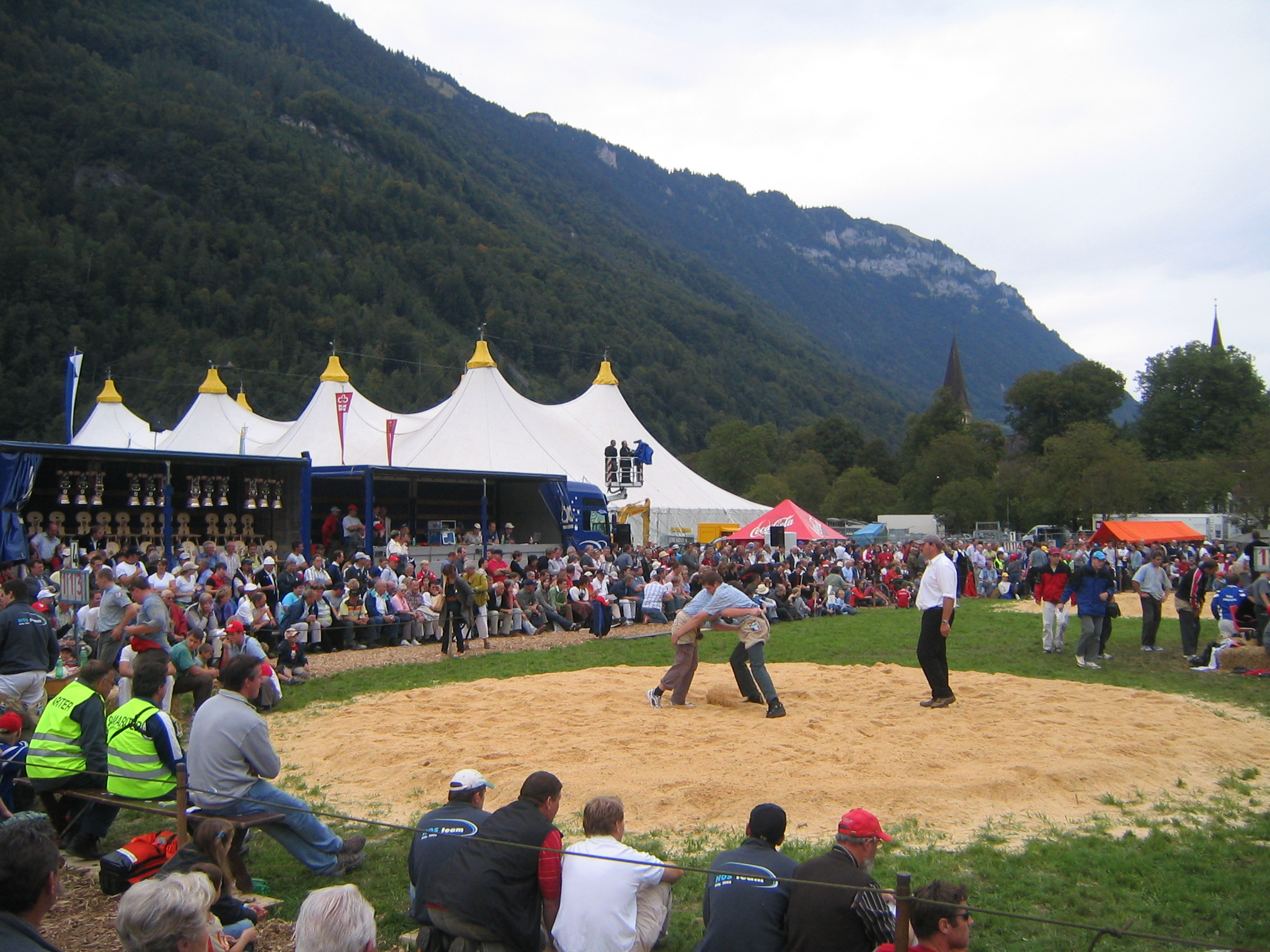
Unspunnenfest 2006 in Interlaken

Um 1800 wurde die Bergwelt des Berner Oberlands von Reisenden entdeckt und beschrieben, darunter Johann Wolfgang von Goethe, Lord Byron und Felix Mendelssohn Bartholdy. In der zweiten Hälfte des 19. Jahrhunderts entwickelte sich Interlaken zum Fremdenverkehrsort. Am 1. September 1906 erschoss die für das Frauenstudium angereiste Russin Tatjana Leonteva, eine Sozialrevolutionäre, im Grand Hotel Victoria-Jungfrau aus Verwechslung den französischen Geschäftsmann Charles Müller.
Interlaken nahm einen neuen Aufschwung durch den Bau der Berner Oberland-Bahnen nach Lauterbrunnen und Grindelwald 1890 und der Jungfraubahn 1912. Bedeutsam für die touristische Entwicklung waren die Unspunnenfeste sowie die Tellspiele, die zwar gemeinhin mit Interlaken in Verbindung gebracht werden, jedoch auf Boden der Nachbargemeinden Wilderswil und Matten stattfinden, das Unspunnenfest aber inzwischen in Interlaken selbst. 1913 entstand der Schiffskanal vom Thunersee bis zum Bahnhof Interlaken-West.

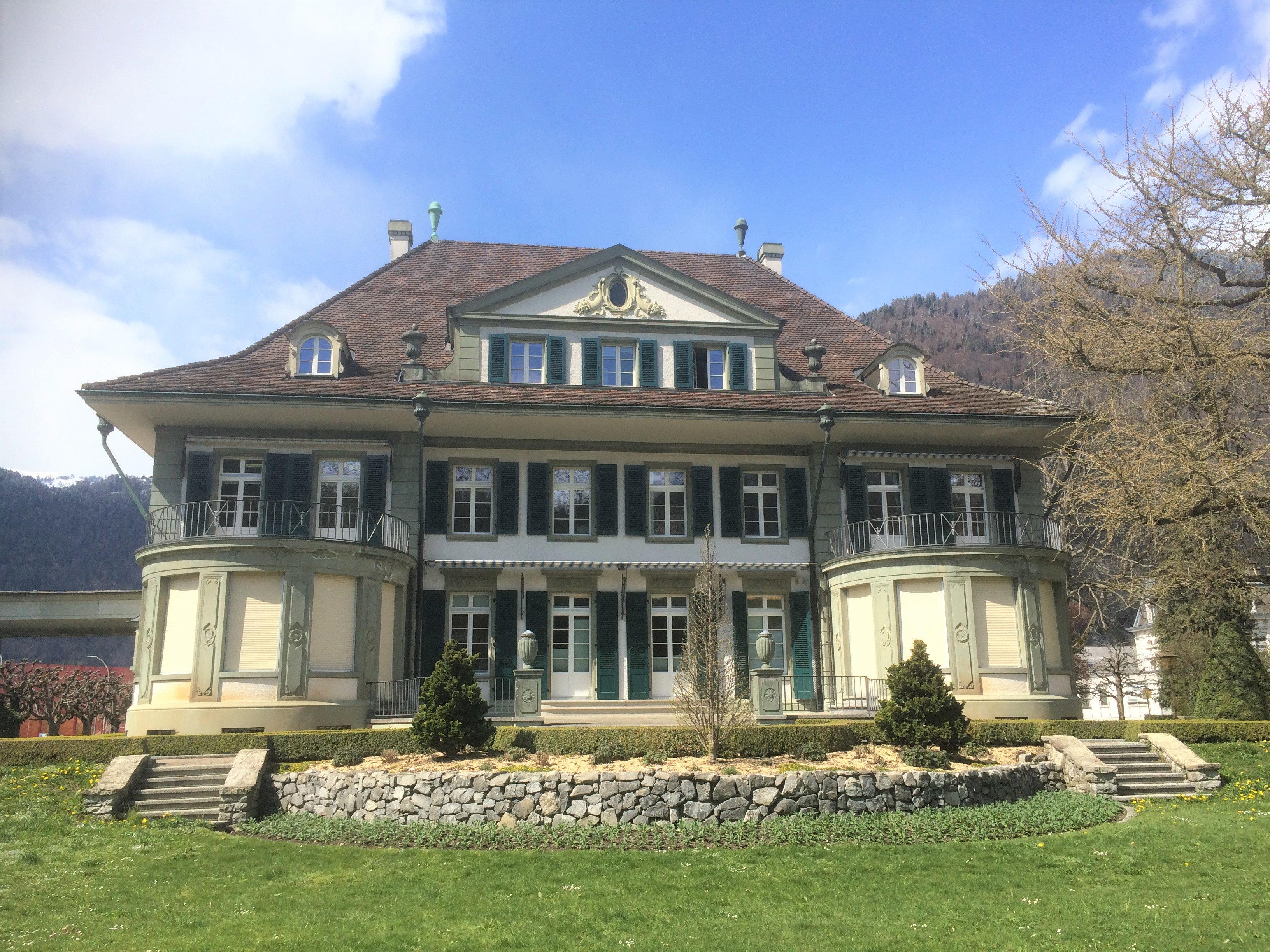
Villa Cranz, Gemeindehaus Interlaken: Quartier des Generals 1941–1944

Während des Zweiten Weltkriegs beherbergte die Villa Cranz (heute Gemeindeverwaltung) in Interlaken von 1941 bis 1944 das Armeehauptquartier General Guisans. Auf dem Bödeli befanden sich der Reduitflugplatz Interlaken und fünf Artilleriewerke in den Felswänden in der Umgebung.

### Bevölkerung
| Jahr      | 1764 | 1850  | 1880  | 1900  | 1930  | 1950  | 1960  | 1970  | 1980  | 1990  | 2000  | 2010  | 2018  |
| Einwohner | 397  | 1'054 | 2'085 | 2'962 | 3'771 | 4'368 | 4'738 | 4'735 | 4'852 | 5'176 | 5'199 | 5'429 | 5'610 |

## Politik

### Legislative
- Grüne: 2
- SP: 6
- EVP: 2
- GLP: 5
- FDP: 7
- SVP: 7
- EDU: 1

Die Legislative ist der Grosse Gemeinderat mit 30 Mitgliedern, es gibt daher keine Gemeindeversammlung mehr. Im Grossen Gemeinderat vertreten sind SVP, FDP, SP, glp, Grüne, EVP und EDU. Die rechts stehende Grafik zeigt die Sitzverteilung nach den Gemeindewahlen von 2020.

### Exekutive
Der Gemeinderat hat 7 Mitglieder, präsidiert vom Gemeindepräsidenten Philippe Ritschard (FDP, Stand 2024). Alle Mitglieder sind nebenamtlich tätig.

### Nationalratswahlen
Bei den Nationalratswahlen 2023 betrugen die Wähleranteile in Interlaken (in Klammern die Veränderung im Vergleich zu den Wahlen 2019 in Prozentpunkten): SVP 27,98 % (+1,91), SP 21,21 % (+1,35), glp 11,22 % (+1,40), FDP 9,98 % (−2,33), Grüne 8,69 % (−1,93), Mitte 7,48 % (−1,74), EVP 5,58 % (+0,94), EDU 3,78 % (+1,38), Weitere 4,07 % (−0,98).

### Partnergemeinden
Die Partnerstädte Interlakens sind Zeuthen (Deutschland), City of Scottsdale (USA), Třeboň (Tschechien), Ōtsu (Japan) und Huangshan (China).

## Wirtschaft und Infrastruktur

### Tourismus

Logo von Interlaken Tourismus

Interlaken ist eines der grossen Tourismuszentren des Berner Oberlands und verfügt über eine Infrastruktur von 60 Hotels mit ca. 4100 Betten, sechs Jugendherbergen bzw. Hostels mit ca. 450 Betten, acht Campingplätzen mit 1045 Standplätzen sowie Ferienwohnungen mit ca. 1000 Betten. Das bekannteste Hotel ist das Victoria-Jungfrau Grand Hotel & Spa und das älteste das Hotel Interlaken (seit 1323). Der Verein Tourismus-Organisation Interlaken TOI (kurz Interlaken Tourismus) vermarktet nicht nur die Angebote in Interlaken, sondern vertritt auch die Gemeinden Unterseen, Matten, Wilderswil auf dem Bödeli sowie die angrenzenden Gemeinden Saxeten und Gsteigwiler. Als Dachmarken vertritt TOI ebenfalls die Ortschaften und Städte um den Brienzer- und Thunersee sowie den Naturpark Diemtigtal.
Es wird ein Angebot an Outdoor- und Freizeitaktivitäten angeboten, darunter Fallschirmspringen, Gleitschirmfliegen, Canyoning, River Rafting, Bungee Jumping und Kajakfahren. Einige dieser Angebote sind auch im Winter verfügbar.
Die Dachmarke Interlaken (Interlaken/Matten/Unterseen, Wilderswil/Gsteigwiler/Saxeten, Beatenberg, Bönigen/Iseltwald, Brienz/Axalp/Schwanden/Brienzwiler/Hofstetten/Oberried, Habkern, Ringgenberg-Goldswil-Niederried, Thun/Thunersee, Diemtigtal) verzeichnete 2023 total 3'378'805 Logiernächte (2017: 2'588'134). Die meisten Übernachtungsbesucher kamen 2023 aus der Schweiz 22,6 % (2017: 18,8 %), dann folgten die USA 13,0 % (5,8 %), Korea 6,2 % (11,7 %), die Staaten am Persischen Golf 6,1 % (11,0 %), Indien 6,0 % (8,9 %), Deutschland 6,0 % (5,1 %), Grossbritannien 4,5 % (4,8 %), China und Hongkong 4,1 % (13,2 %). Vor der COVID-19-Pandemie 2020/2021 kamen noch viele Gäste im Sommer aus den Golf-Staaten, vor allem aus Saudi-Arabien und den VAE. Inzwischen kommen die weitaus meisten ausländischen Gäste aus den USA.

### Verkehr

#### Eisenbahnverkehr
| \| \| \| Spiez nach Kandersteg/Visp, Gstaad/Montreux, Thun/Bern \| \| \| \| \| \| \| \| \| \| Interlaken West Schiffländte Kanal Thunersee \| \| \| \| \| Heimwehfluhbahn \| \| \| \| \| \| \| \| \| \| Harderbahn \| \| \| \| \| Interlaken Ost Schiffländte Aare Brienzersee \| \| \| \| \| Ringgenberg nach Meiringen/Luzern \| \| \| \| \| Werkstätte Bönigen \| \| \| \| \| Wilderswil \| \| \| \| \| Schynige Platte \| \| \| \| \| Zweilütschinen nach Lauterbrunnen, Wengen, Grindelwald \| \| \| \| \| \| \| |  |                                                        |                                                        |
| Bahnhof |  | Spiez nach Kandersteg/Visp, Gstaad/Montreux, Thun/Bern | Spiez nach Kandersteg/Visp, Gstaad/Montreux, Thun/Bern |
| Strecke |  |                                                        |                                                        |
| Bahnhof |  | Interlaken West Schiffländte Kanal Thunersee           | Interlaken West Schiffländte Kanal Thunersee           |
| Kopfbahnhof Streckenende und quer · Strecke |  | Heimwehfluhbahn                                        | Heimwehfluhbahn                                        |
| Strecke |  |                                                        |                                                        |
| Strecke · Kopfbahnhof Streckenanfang und quer |  | Harderbahn                                             | Harderbahn                                             |
| Bahnhof |  | Interlaken Ost Schiffländte Aare Brienzersee           | Interlaken Ost Schiffländte Aare Brienzersee           |
| Haltepunkt / Haltestelle quer |  | Ringgenberg nach Meiringen/Luzern                      | Ringgenberg nach Meiringen/Luzern                      |
| Strecke · Betriebs-/Güterbahnhof Streckenende |  | Werkstätte Bönigen                                     | Werkstätte Bönigen                                     |
| Bahnhof |  | Wilderswil                                             | Wilderswil                                             |
| Strecke quer · Kopfbahnhof Streckenende und quer |  | Schynige Platte                                        | Schynige Platte                                        |
| Bahnhof |  | Zweilütschinen nach Lauterbrunnen, Wengen, Grindelwald | Zweilütschinen nach Lauterbrunnen, Wengen, Grindelwald |
| |  |                                                        |                                                        |

Interlaken hat zwei Bahnhöfe: Der Bahnhof Interlaken Ost liegt etwa einen Kilometer vom Brienzersee entfernt und der Bahnhof Interlaken West steht am Ende des Schifffahrtskanals und bietet eine Umsteigemöglichkeit von den Kursschiffen der Thunerseeschifffahrt auf die Bahn. Beide Bahnhöfe sind an das Schweizer Intercitynetz angeschlossen. Somit ist Interlaken mit knapp 5500 Einwohnern die kleinste Schweizer Gemeinde, die mehr als einen Intercitybahnhof besitzt (nach Basel, Zürich und Grenchen).
Interlaken-Ost ist der Ausgangspunkt der schmalspurigen Brünigstrecke der Zentralbahn über Meiringen zum Bahnhof Luzern und der ebenfalls schmalspurigen Berner-Oberland-Bahn nach Grindelwald und Lauterbrunnen.
Von Interlaken-Ost führt die normalspurige, von der Thunerseebahn erstellte, heute zur BLS gehörende Strecke via Interlaken-West nach Spiez, wo sie sich mit der Hauptstrecke der BLS (Wallis–Lötschberg–Spiez–Thun–Bern) vereinigt. Regionalzüge verkehren etwa im Stundentakt bis Spiez. Intercity-Züge verkehren halbstündlich von Interlaken via Bern nach Basel; einige weiter als Eurocity nach Dortmund, zudem direkte ICE nach Frankfurt am Main–Berlin Ostbahnhof sowie nach Hamburg-Altona. Der Golden-Pass-Express verkehrt via Zweisimmen nach Montreux. Es bestand auch eine direkte TGV-Verbindung nach Paris (Dezember 2021).

#### Strassenverkehr
Interlaken ist über die Autobahn A8 an das Fernstrassennetz angeschlossen. Im Gemeindegebiet liegen die beiden Anschlusspunkte «Interlaken West» und «Interlaken Ost».
Von Spiez aus durchqueren die Hauptstrasse 6, die durch das Haslital zum Grimselpass führt, und die Hauptstrasse 11, die zum Sustenpass führt, die Ortschaft Interlaken gemeinsam und überqueren hier die Aare über das Goldswil-Viadukt. Die Hauptstrasse 221 verläuft von Bern aus über Thun und dem Thunersee entlang nach Interlaken und weiter nach Grindelwald.
Seit 1914 befand sich am Bahnhof Interlaken West die Endhaltestelle der Strassenbahn Steffisburg–Thun–Interlaken. Das Tram wurde 1939 auf Autobusbetrieb umgestellt, die Linie der Verkehrsbetriebe STI verkehrt gegenwärtig unter der Nummer 21.

#### Mobilität
Interlaken war 2017 Mitglied der Organisation Alpine Pearls, die sich für umweltfreundliche Mobilität im Alpenraum einsetzen.

### Kindergarten und Schulen
- Kindergarten und 1./2. Klasse, Schulhaus Ost
- Primarstufe, Schulhaus Ost und West
- Sekundarstufe, General Guisanstrasse 43
- Gymnasium Interlaken mit Abteilung Gstaad
- Spezialunterricht Jungfrauregion (Psychomotorik, Logopädie, Integrative Förderung)

### Sport
Jedes Jahr startet Anfang September in Interlaken der Jungfrau-Marathon, mit ca. 4000 Teilnehmern der wohl bekannteste Bergmarathon der Welt. Er führt über Wilderswil, Zweilütschinen, Lauterbrunnen, Wengen und die Wengernalp bis zur Station Eigergletscher.
Das Unspunnen-Schwinget findet alle 10 bis 12 Jahre statt und hat einen ähnlichen Stellenwert wie das Eidgenössische Schwing- und Älplerfest.
Von den Sportvereinen in Interlaken erreichte die Handballgruppe Bödeli Bekanntheit, da sie mehrfach in die Nationalliga B aufgestiegen ist.

### Gesundheitswesen
Interlaken verfügt mit dem Spital Interlaken über ein öffentliches Spital mit 24-Stunden-Notfallversorgung. Es gehört zum Klinikverbund der Spitäler Frutigen Meiringen Interlaken (Spitäler FMI).

## Kultur
Siehe auch: Liste der Aarebrücken in Interlaken

### Sehenswürdigkeiten
- Kunsthaus Interlaken[28]
- Casino Interlaken
- Tourismuseum (vormals Touristikmuseum für die Jungfrauregion)[29]
- Heimwehfluh mit Heimwehfluhturm
- Jungfraupark (bis Ende 2009 Mystery Park)
- Japanischer Garten

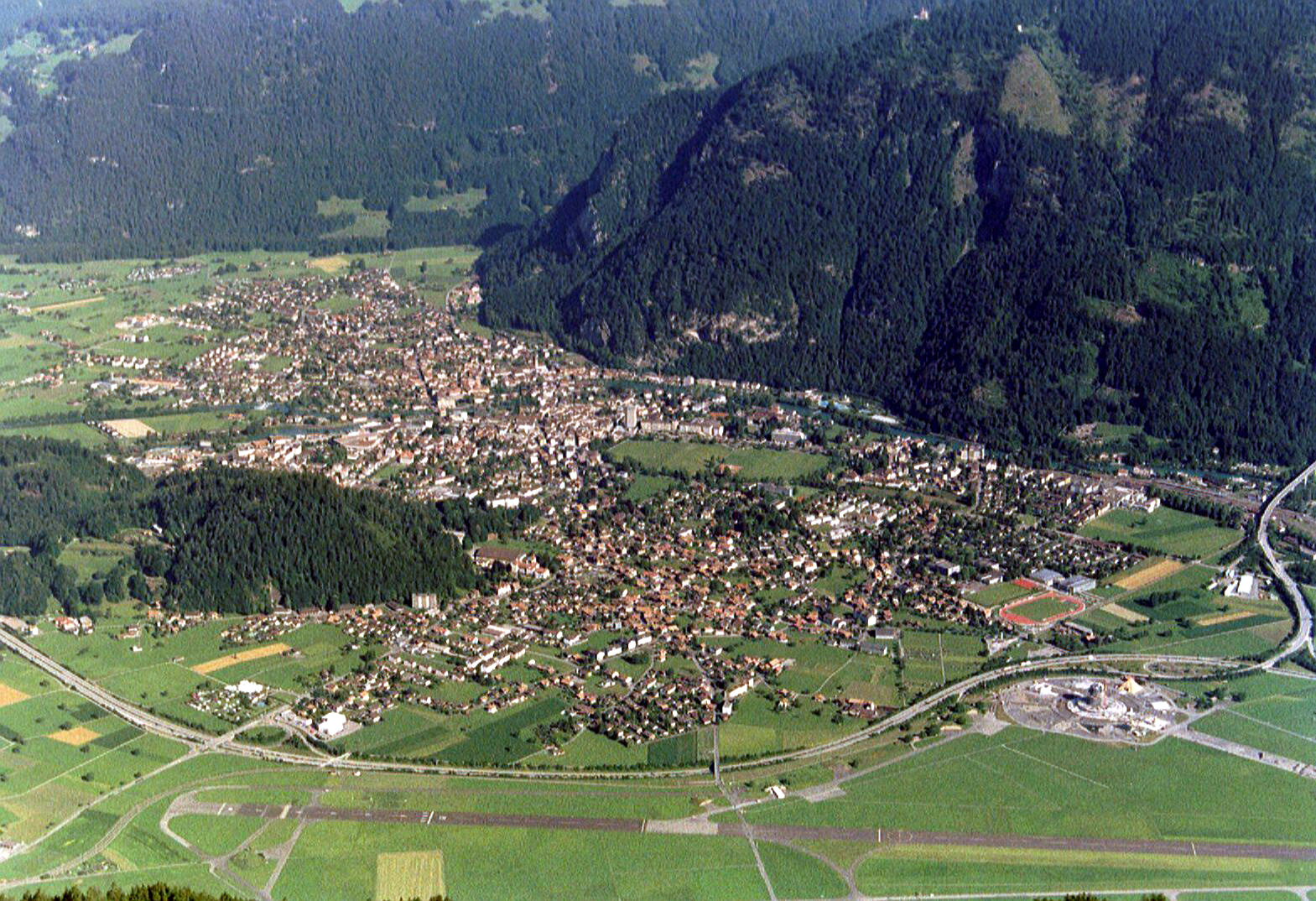
Blick von den Bergen auf Unterseen, Interlaken und Matten
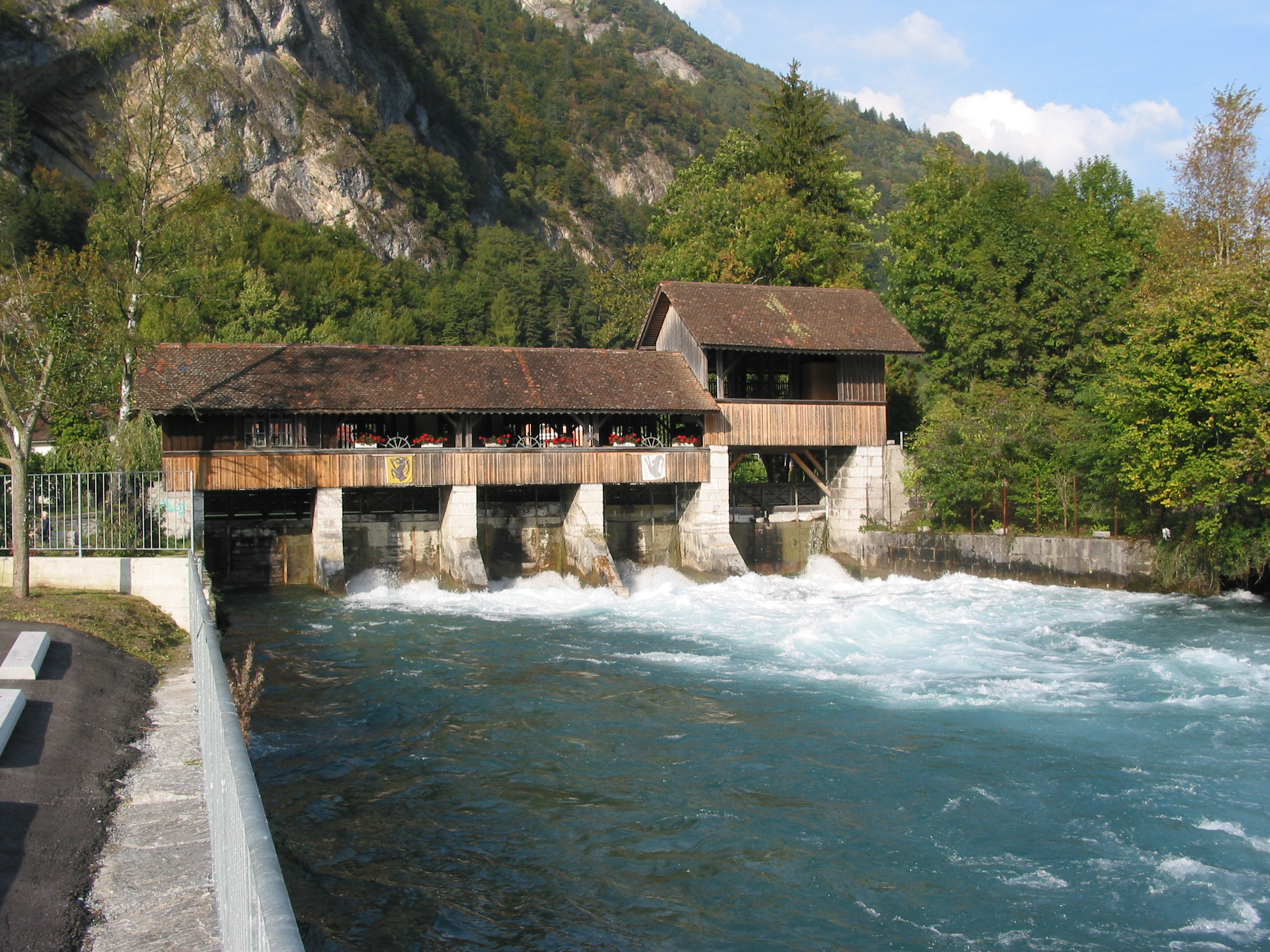
Wasserwehr Interlaken
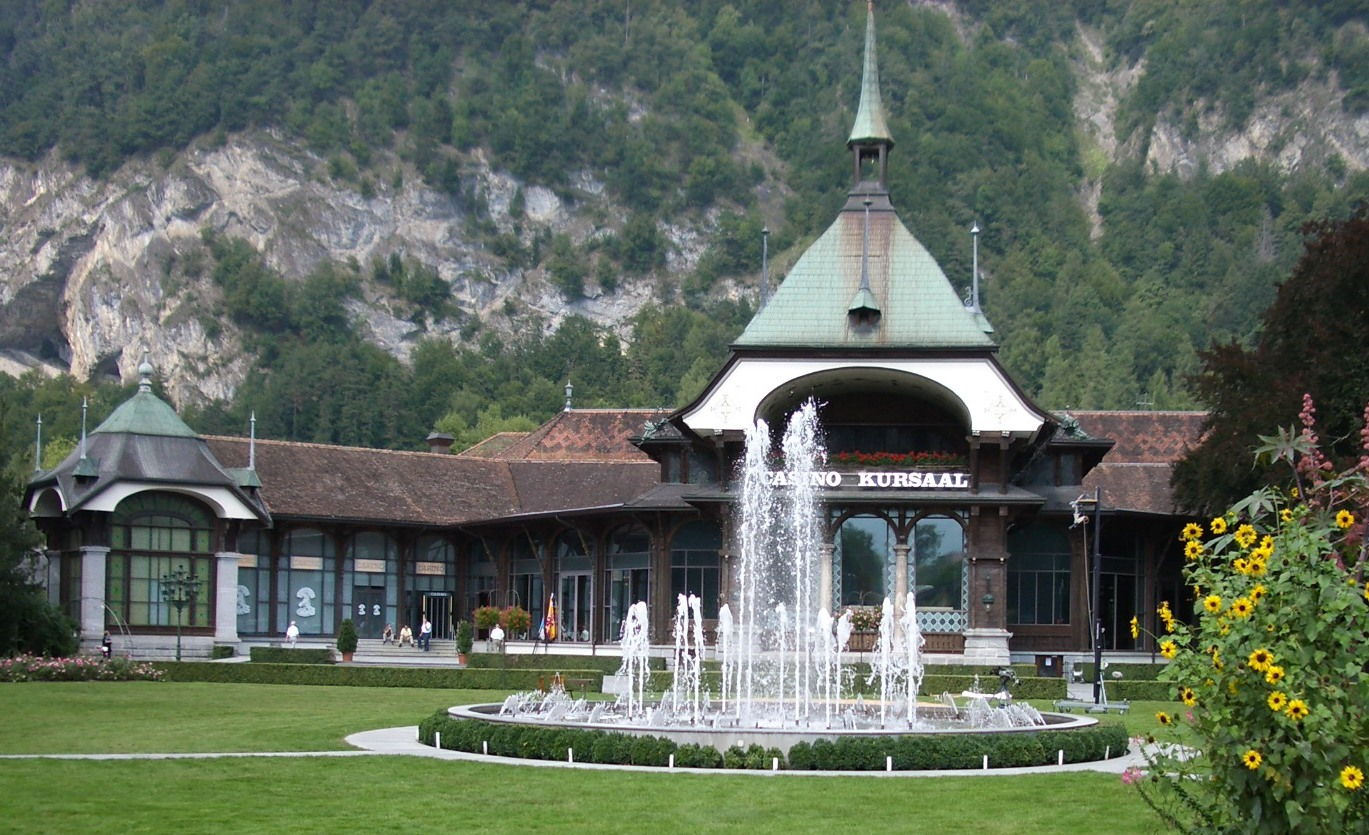
Interlaken, Kursaal
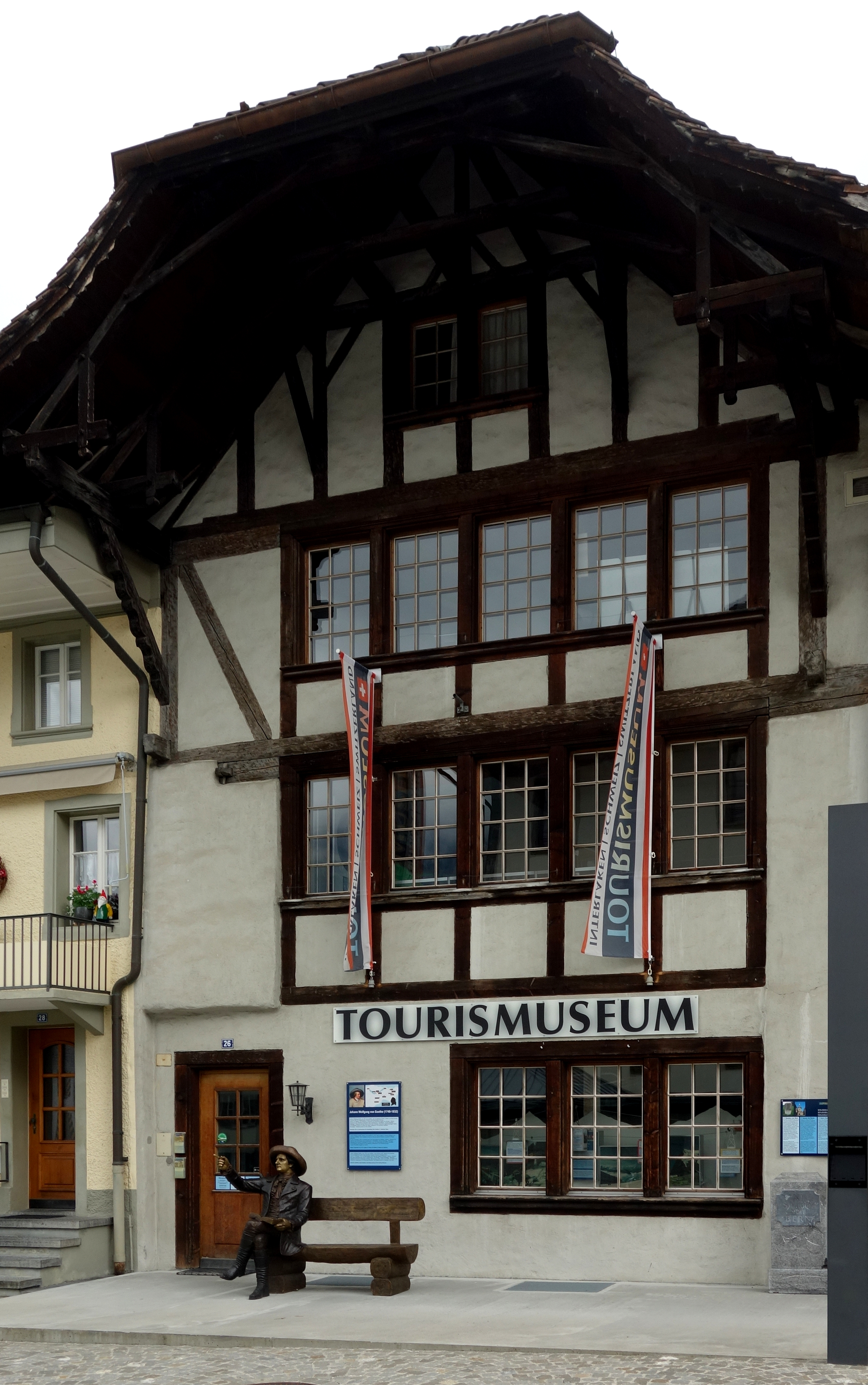
Tourismuseum
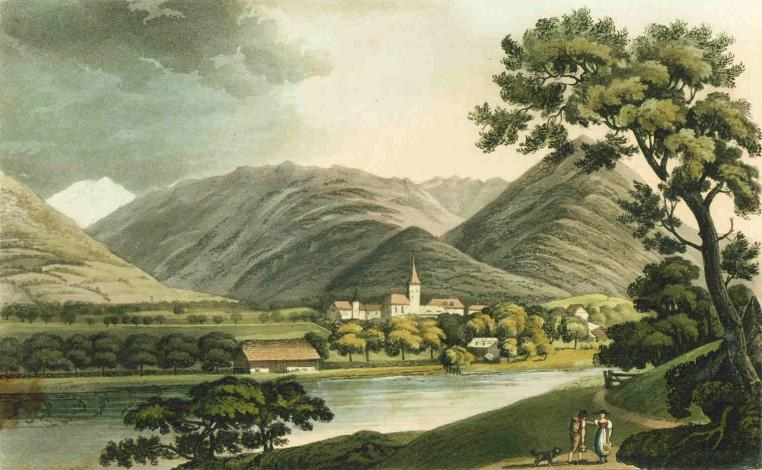
Blick auf Interlaken, 1821
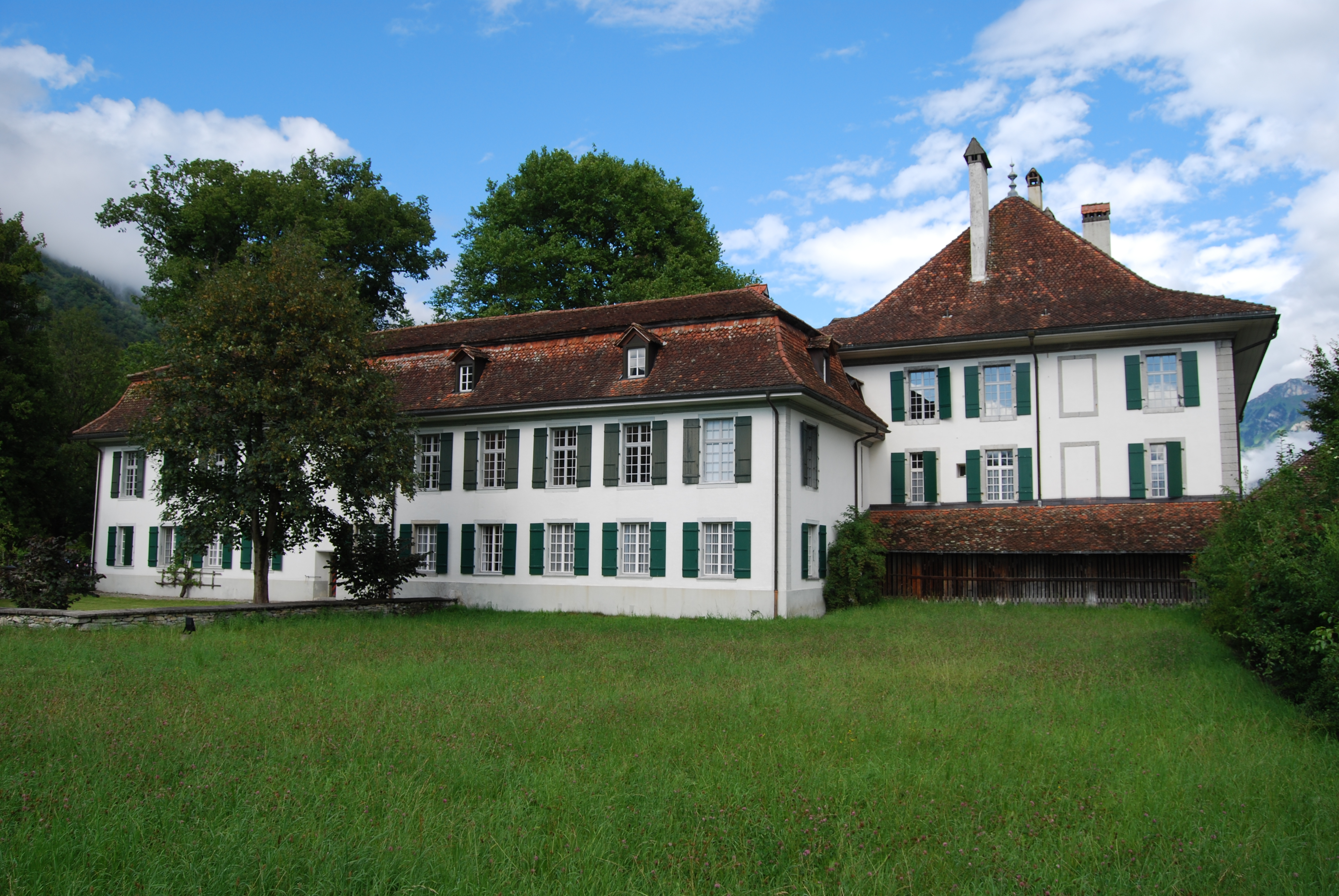
Schloss Interlaken (früheres Kloster heute Sitz des Konkursamtes)
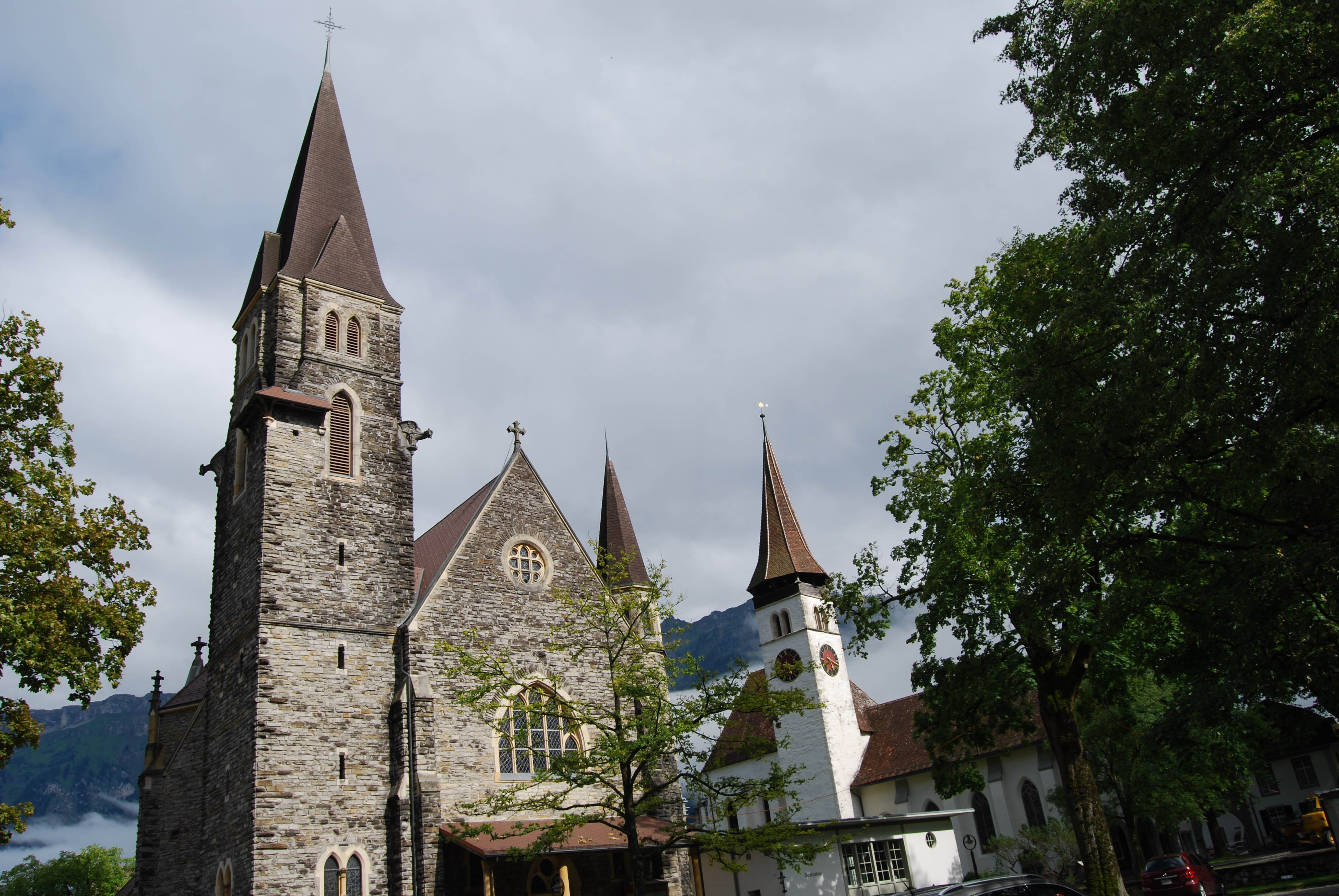
Katholische (links) und reformierte (rechts) Kirchen von Interlaken
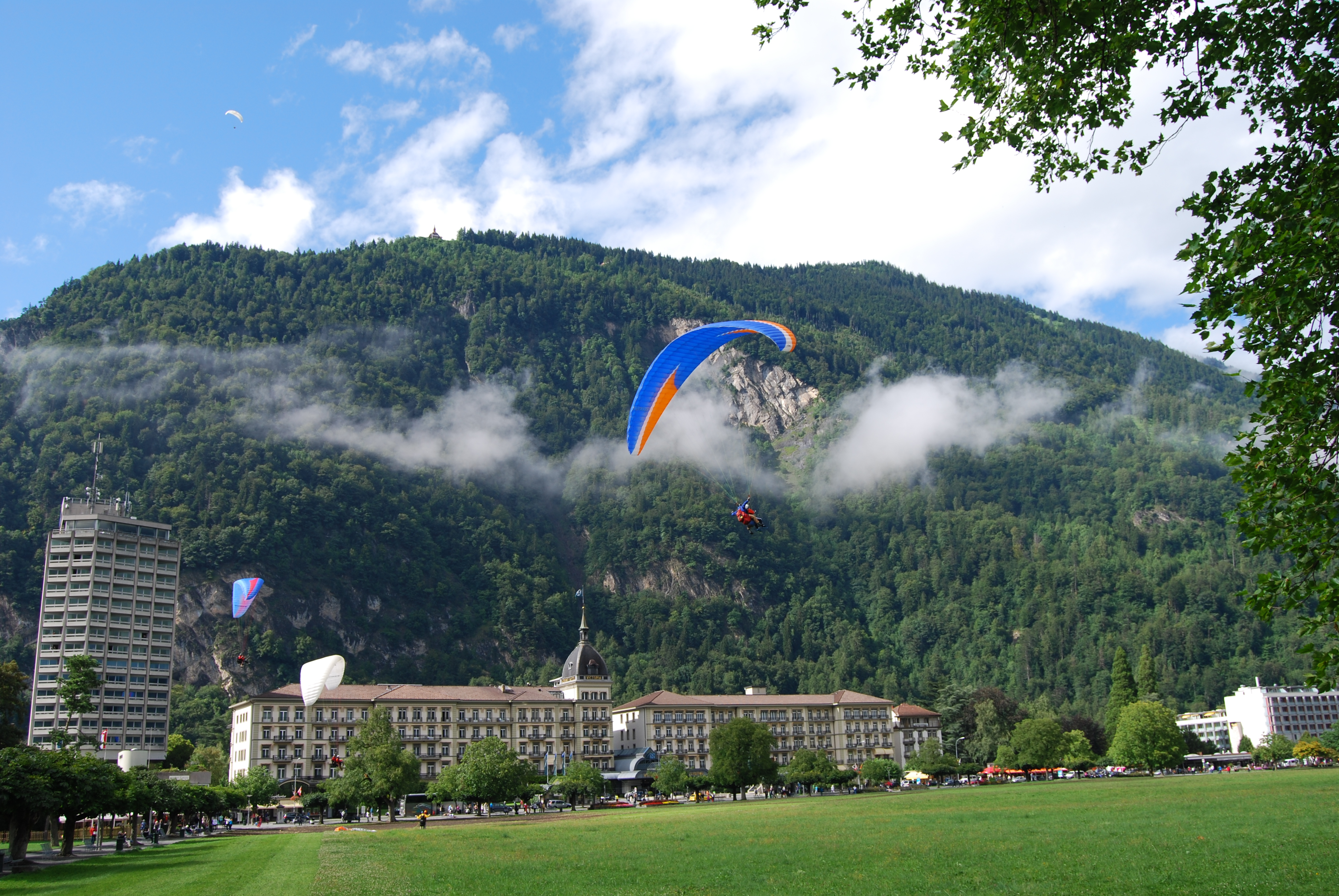
Hotel «Victoria-Jungfrau» mit Harder im Hintergrund

### Veranstaltungen
- Greenfield Festival

Anteilschein am Tellspiel-Verein Interlaken vom 1. März 1947

- Porsche-Treffen Showtime auf dem Flugplatz Interlaken
- Unspunnenfest
- Wilhelm-Tell-Spiele[30]

### Umgebung von Interlaken
- Thunersee und Brienzersee
- die Schynige Platte (mit der Schynige Platte-Bahn) bietet eine schöne Aussicht auf Interlaken
- der Aussichtspunkt Harder Kulm ist mit der Harderbahn erreichbar
- Artilleriewerk Bödeli[31]

### Musik
Interlaken hat eine ausgeprägte Musikszene. Die Schweizer Mundart-Rock-Legenden Polo Hofer und Hanery Amman sind beide in Interlaken aufgewachsen. Nach diesen ist der «Amman-Hofer-Platz» in Interlaken benannt, auf dem auch eine Skulptur in Form von Klaviertasten platziert ist, die sieben Hanery- und Polo-Titel abspielen kann. Auch die Mundart-Popband Plüsch mit ihrem Sänger Ritschi stammt aus Interlaken.

## Persönlichkeiten
- Johann Adam Gabler (1833–1888), Fotograf
- Marie Schumann-Hettich (1841–1929), Pianistin und Musiklehrerin. Älteste Tochter von Robert Schumann und Clara Schumann, wohnte von 1897 bis zu ihrem Tod in ihrem Chalet in Interlaken
- Johann Rudolf Krenger (1854–1925), Lehrer und Komponist
- Théodore Delachaux (1879–1949), Pädagoge, Maler, Zeichner, Kurator und Ethnologe
- Oskar Eberle (1902–1956), Regisseur Festspiel «Unspunnen 1805» am Unspunnenfest 1955
- Hans Schaffner (1908–2004), Politiker (FDP) und Bundesrat
- Dölf Reist (1921–2000), Fotograf und Bergsteiger
- Adrian Frutiger (1928–2015), Typograf
- Rudolf Häsler (1927–1999), Kunstmaler
- Polo Hofer (1945–2017), Rockmusiker
- Kurt Ritter (* 1947), Hotelier, CEO der Rezidor Hotel Group
- Hanery Amman (1952–2017), Rockmusiker
- Ulrich Meyer (* 1953), Jurist, Präsident des Bundesgerichts
- Markus Imboden (* 1955), Regisseur und Drehbuchautor
- Res Schmid (* 1958), Jetpilot und Politiker
- Rolf Häsler (* 1962), Jazzmusiker
- Sandro Häsler (* 1966), Jazzmusiker
- Kilian Moser (* 1988), Bahn- und Strassenradrennfahrer